# Astorgosuchus
Astorgosuchus (il cui nome significa "coccodrillo spietato o inesorabile") è un genere estinto di coccodrillo, strettamente imparentato con i veri coccodrilli, vissuto nell'Oligocene superiore, circa 27.82–23.03 milioni di anni fa (Chattiano), in quello che oggi è il Pakistan. Il genere contiene una singola specie, la specie tipo A. bugtiensis, la quale potrebbe aver raggiunto una lunghezza di 7-8 metri, ed è nota per aver predato molti dei grandi mammiferi presenti nel suo ambiente. Segni di morsi di un grande coccodrillo sono stati trovati sulle ossa di giovani Paraceratherium, tuttavia non si può dire con certezza se siano stati lasciati da Astorgosuchus. La specie, originariamente, era stata nominata come una specie di Crocodylus nel 1908 ed è stata spostata in un proprio genere solo nel 2019.

## Scoperta e denominazione
I primi resti di coccodrillo descritti dalle Colline Bugti del Pakistan furono descritti da GE Pilgrim nel 1908 e nel 1912. Tra questi resti c'erano quelli di grandi tomistomini e un coccodrillo dal muso largo di dimensioni eccezionali, denominato per la prima volta "Crocodylus" bugtiensis nel 1908. Questi resti (esemplare olotipo IM E221) consistevano in una mascella sinistra con frammenti cranici assortiti scoperti a Pishi Nala e formalmente descritti nel 1912. Non è possibile un'identificazione stratigrafica precisa per l'olotipo. Ulteriori resti furono scoperti nel Belucistan negli anni '20 e presentati da Clive Foster-Cooper al Museo di Storia Naturale di Londra, nel 1925. Foster-Cooper affermò che il fossile era stato raccolto da strati risalenti al Miocene, tuttavia non fu in grado di fornire dettagli sulla località e l'orizzonte precisi, lasciando incerta la sua valutazione. Oltre a questo esemplare (NHMUK R.5266), tra il 1995 e il 2000 è stata scoperta un'altra mandibola, a cui è stato assegnato il numero di catalogo UM-DB-LCJ1-02. Questo esemplare, una sinfisi mandibolare, venne raccolto come parte della "Mission Paléontologique Française au Baloutchistan" (MPFB) da strati ben identificati del tardo Oligocene a sud di Zin Anticline. Nel 2019, Martin et al. crearono il genere Astorgosuchus. Sebbene non vi sia alcuna sovrapposizione tra l'olotipo e il materiale di riferimento, Martin et al. ritengono che l'esemplare faccia parte dello stesso genere a causa delle dimensioni notevoli e della morfologia robusta, nonché del fatto che sia i denti mascellari che quelli dentari mostrano gli stessi segni di occlusione.
Il nome del genere Astorgosuchus deriva dal greco Astorgos, che significa "spietato" o "inesorabile", e souchos che significa "coccodrillo". Il nome della specie, bugtiensis, fa riferimento alle colline Bugti del Pakistan.

## Descrizione
Sulla base dei resti cranici, si stima che Astorgosuchus fosse un coccodrillo dal corpo grande e dal muso smussato. La lunghezza del cranio è stata stimata intorno agli 80-91 centimetri per gli esmplari UM-DB-LCJ1-01 e NHMUK R.5266. Queste stime sono state il risultato di un'equazione di regressione basata su 13 specie viventi del genere Crocodylus, basata sulla larghezza della mandibola a livello dei più grandi alveoli dentari. I coccodrilli moderni hanno un rapporto testa-corpo di 1:7, con individui più anziani che hanno corpi proporzionalmente più grandi con un rapporto di 1:8. Sulla base della lunghezza stimata del cranio, Martin et al. hanno stimato che Astorgosuchus abbia raggiunto una lunghezza totale del corpo di 6,4-7,3 metri. Utilizzando le proporzioni dei più grandi individui di coccodrillo marino (Crocodylus porosus) conosciuti (1:8,8), ciò si tradurrebbe in una lunghezza totale del corpo di 7-8 metri. Sebbene tali stime debbano essere trattate con cautela a causa della mancanza di resti postcranici o addirittura di crani completi, le stime risultanti sarebbero in linea con le dimensioni ottenute da una varietà di generi di coccodrilli preistorici.
Astorgosuchus aveva un muso corto e largo, essendo lungo solo il doppio della larghezza. Il 5º dente mascellare è il dente più grande della mascella. Il rostro appare ristretto a causa di una tacca presente tra la premascella e la mascella che potrebbe ospitare l'undicesimo dente dentario ingrandito quando le mascelle erano chiuse. Le narici esterne si estendono molto più posteriormente rispetto ai moderni coccodrilli, arrivando fino al 5º dente mascellare ingrandito. L'osso nasale contribuisce alle narici e il cranio conserva prominenze gonfie e rugose (rugose) situate sui lacrimali, sulle premascellari e sulla porzione anteriore del nasale. I lacrimali non contribuiscono ai margini orbitali.
La sinfisi mandibolare comprende i primi sette alveoli dentari. La superficie laterale del dentario è profusamente ornata da profondi forami circolari che continuano sulla superficie ventrale, tuttavia più radi e di dimensioni maggiori. Il rostro mandibolare è leggermente più lungo che largo, il che gli conferisce una forma a cucchiaio. Gli spleniali sono fusi e penetrano il rostro mandibolare fino al livello del 6° alveolo dentario. Tutti gli alveoli dentari hanno una forma quasi circolare, con il 1º dente dentario procumbente e orientato anterodorsalmente. Il 3º , 4º e 5º dente dentario sono contigui, con il 4° che è il dente dentario più grande seguito da un 5º dente dentario minuscolo.

## Classificazione
Sebbene il posizionamento filogenetico di Astorgosuchus all'interno di Crocodylia non fosse un punto focale dello studio del 2019, Martin et al. discutono comunque diverse caratteristiche e le loro implicazioni per le relazioni del taxon all'interno del gruppo. In particolare, il fatto che lo spleniale sia coinvolto nella sinfisi mandibolare differenzia Astorgosuchus dai membri di Crocodylinae e Mekosuchinae, mentre la morfologia accorciata del rostro lo distingue dai tomistomini. Astorgosuchus assomiglia molto ad Asiatosuchus germanicus, un coccodrillo basale dell'Eocene. In Asiatosuchus germanicus, gli spleniali sono leggermente coinvolti nella sinfisi mandibolare, tuttavia non in misura così grande come in Astorgosuchus.

## Paleobiologia
Durante l'Oligocene, l'area in cui è stato trovato Astorgosuchus era un ambiente fluviale lacustre che condivideva con membri di Rhinocerotoidea, Chalicotheriinae, Anthracotheriidae e proboscidati. Un rinoceronte degno di nota dell'area era Paraceratherium bugtiense che potrebbe essere stato predato da Astorgosuchus. Un fossile particolare conserva la mascella inferiore di un giovane Paraceratherium con i segni dei denti di un grande coccodrillo. Tuttavia, è difficile determinare se l'aggressore fosse Astorgosuchus o uno degli altri coccodrilli nativi. Date le dimensioni degli esemplari adulti di Paraceratherium, è probabile che Astorgosuchus avrebbe predato individui giovani e malati o feriti.
Un altro coccodrilloide conosciuto nella zona è "Gavialis" breviceps, originariamente descritto da Pilgrim nel 1912 come membro del genere Gavialis, sebbene un esame più recente dei fossili suggerisce che fosse invece un membro di Tomistominae, forse un parente di Rhamphosuchus o un altro genere distinto di tomistomine. Tuttavia, sono necessarie ulteriori ricerche su questo argomento. È probabile che, pur abitando gli stessi corsi d'acqua, Astorgosuchus e "Gavialis" breviceps avrebbero occupato nicchie ecologiche diverse, in un modo visto nei gaviali e nei coccodrilli palustri nell'India moderna.